# ITF Verbier
Das ITF Verbier (offiziell: Verbier Open) ist ein Tennisturnier der ITF Women’s World Tennis Tour, das in Verbier, Schweiz, ausgetragen wird.

## Siegerliste

### Einzel
| Jahr                   | Siegerin       | Finalgegnerin      | Ergebnis       |
| ---------------------- | -------------- | ------------------ | -------------- |
| ↓ Kategorie: $15'000 ↓ |                |                    |                |
| 2018                   | Fiona Ganz     | Nina Stadler       | 3:6, 6:1, 6:4  |
| ↓ Kategorie: $25'000 ↓ |                |                    |                |
| 2019                   | Indy de Vroome | Diāna Marcinkēviča | 3:6, 6:3, 7:62 |
| 2020                   | abgesagt       | abgesagt           | abgesagt       |
| 2021                   | Ylena In-Albon | Erika Andrejewa    | 6:1, 6:4       |

### Doppel
| Jahr                   | Siegerinnen                         | Finalgegnerinnen                     | Ergebnis           |
| ---------------------- | ----------------------------------- | ------------------------------------ | ------------------ |
| ↓ Kategorie: $15'000 ↓ |                                     |                                      |                    |
| 2018                   | Gabriela Horáčková Nina Stadler     | Martina Caregaro Federica Di Sarra   | 7:65, 6:73, [10:7] |
| ↓ Kategorie: $25'000 ↓ |                                     |                                      |                    |
| 2019                   | Xenia Knoll Simona Waltert          | İpek Soylu Kathinka von Deichmann    | 6:4, 6:3           |
| 2020                   | abgesagt                            | abgesagt                             | abgesagt           |
| 2021                   | Erika Andrejewa Jekaterina Makarowa | Diāna Marcinkēviča Marija Timofejewa | 7:62, 6:1          |

## Quelle
- Verbier 2021 auf der Website der ITF